# Eriphioides fastidiosa
Eriphioides fastidiosa är en fjärilsart som beskrevs av Dyar 1916. Eriphioides fastidiosa ingår i släktet Eriphioides och familjen björnspinnare. Inga underarter finns listade i Catalogue of Life.